# Andrena nigrocaerulea
Andrena nigrocaerulea är en biart som beskrevs av Cockerell 1897. Andrena nigrocaerulea ingår i släktet sandbin, och familjen grävbin. Inga underarter finns listade i Catalogue of Life.